# Jaap Kraaier
Jacob "Jaap" Kraaier, född 28 november 1913 i Zaandam, död 7 januari 2004 i Egmond aan Zee, var en nederländsk kanotist.
Kraaier blev olympisk bronsmedaljör i K-1 1000 meter vid sommarspelen 1936 i Berlin.